# Rose Magers
Rose Mary Magers-Powell est une joueuse américaine de volley-ball née le 25 juin 1960 à Big Spring.

## Biographie
Rose Magers fait partie de l'équipe des États-Unis de volley-ball féminin médaillée d'argent aux Jeux panaméricains de 1983 à Caracas et aux Jeux olympiques d'été de 1984 à Los Angeles.